# Linia kolejowa Kolín – Ledečko
Linia kolejowa Kolín – Ledečko – regionalna linia kolejowa w Czechach, w kraju środkowoczeskim. 
Trasa ma 40 km długości i prowadzi z Kolína do miejscowości Ledečko, gdzie spotyka się z linią Čerčany – Světlá nad Sázavou.